# Zorka Janů

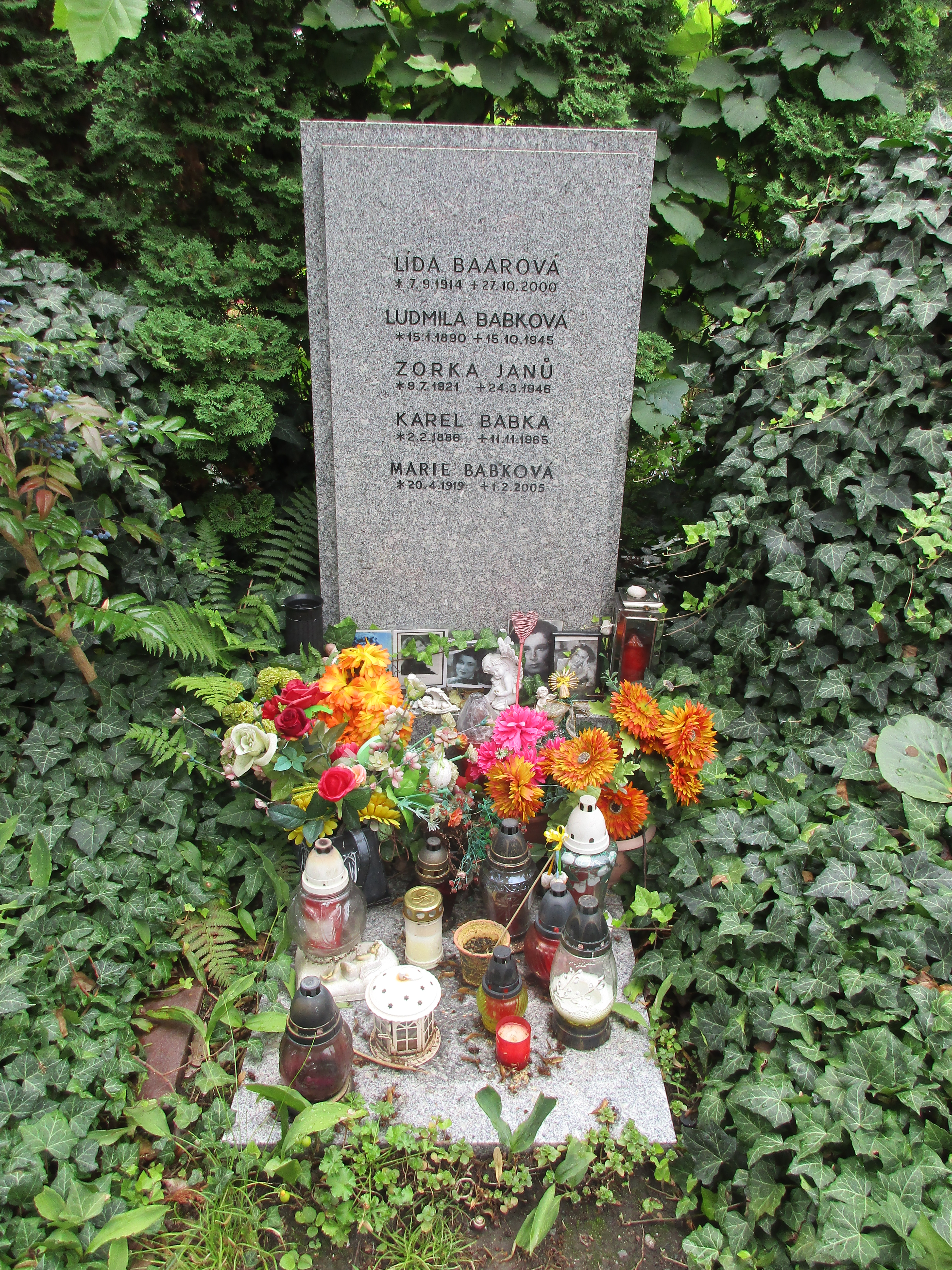
Rodinný hrob v Praze–Strašnicích

Zorka Janů, vlastním jménem Zora Babková (9. července 1921 Štěchovice – 27. března 1946 Praha) byla česká divadelní a filmová herečka.

## Život
Narodila se v rodině manželů Babkových jako mladší sestra Ludmily (Lída Babková-Baarová). Otec, Karel Babka, byl magistrátním úředníkem, později ředitelem. Matka Ludmila byla v domácnosti, milovala hudbu a zpívala příležitostně ve sboru Národního divadla.
Rodina bydlela od roku 1918 v Praze na Letné, v Ovenecké ulici, v roce 1938 se přestěhovala do vlastní vily, navržené architektem Ladislavem Žákem, kterou nechala Lída Baarová otci postavit v Praze na Hanspaulce.
Již jako dítě byla Zorka fotogenická a její tvář se objevila v reklamě na obalu dětského pudru. Absolvovala gymnázium a pokračovala ve studiu na Pražské konzervatoři.
Prošla několika divadelními společnostmi, např. Jičínského zájezdovou společností, kde hrála větší role ve hrách „Vějíř lady Windermeerové“ od Oskara Wilda a „Zmoudření dona Quijota“ od Viktora Dyka.
Za války působila ve Vinohradském divadle (1942–1945) a vystupovala i na jeho dalších scénách (Komorní divadlo, Divadlo Na Poříčí). V Divadle Na Poříčí dostala svoji životní roli ve hře Olgy Barényiové „Herečka“ v režii Františka Salzera. Hra měla 57 repríz.
Několikrát se objevila i ve filmu. Mezi její největší role patří Červená Klárka ve filmu Ohnivé léto z roku 1939, kde hraje též Zorčina sestra Lída.
V roce 1940 se ve Zlíně na „Filmových žních“ seznámila s Františkem Kožíkem, který se stal její první velkou láskou. Následovali režisér Vinohradského divadla František Salzer, kvůli kterému se pokusila o první sebevraždu otravou prášky, dále filmový a divadelní kritik Antonín M. Brousil a herec Karel Höger.
Pro říšský film bylo za války její jméno uváděno jako Irene Jahn.
V závěru roku 1940 se léčila v nervovém sanatoriu ve Vráži.
Po válce trpěla v souvislosti s problémy své sestry, vyšetřované pro kolaboraci, a se smrtí své matky, která zemřela v roce 1945 při policejním výslechu.
Když jí bylo s odkazem na její sestru bráněno v další divadelní činnosti, ztratila smysl dalšího života a v březnu roku 1946 ukončila život skokem z okna rodinné vily v Praze na Hanspaulce.
Den úmrtí se ve zdrojích liší – nápis na hrobě uvádí 24. března 1946, avšak úmrtní oznámení i publikované informace Lídy Baarové uvádějí datum 27. března 1946.
Je pohřbena spolu s rodiči a sestrou Lídou Baarovou na hřbitově v Praze – Strašnicích.

## Citát
| „              | Věděla jsem o ní, jak žije v souhlase se svým svědomím, jak přemáhá své nemoci a bolesti a je ochotná obětovat divadlu všechno, co je v její moci... Milovala české básníky a mnohé z nich znala osobně, českou hudbu, české herce. Řekla bych, že byla ztělesnění poezie. | “ |
| — Lída Baarová | |   |

## Filmografie
- 1933 Madla z cihelny, role Kačenky, režie V. Slavínský
- 1937 Děvčata, nedejte se!, žačka, režie H. Haas a Jan Alfréd Holman
- 1938 Škola základ života, septimánka Jiřina Nováková, režie M. Frič
- 1938 Cech panen kutnohorských, služebná u Třísků, režie O. Vávra
- 1939 Tulák Macoun, modistka, režie L. Brom
- 1939 Ohnivé léto, Červená Klárka, rež. V. Krška a F. Čáp
- 1940 Podvod s Rubensem, prodavačka u Růžičky, režie O. Vávra
- 1940 Pacientka Dr. Hegla, Ela, režie Otakar Vávra
- 1940 Minulost Jany Kosinové, Vlasta, režie J. A. Holman
- 1940 Baron Prášil, Karla, režie Martin Frič
- 1940 Čekanky, Jiřina Krátká, režie V. Borský
- 1941 Z českých mlýnů, Liduška – Kalibova dcera, režie M. Cikán
- 1944 Kluci na řece, Helena, režie J. Slavíček a V. Krška

## Vybrané divadelní role
- 1940 F. Šrámek, M. Hlávka: Stříbrný vítr, role Aničky Karasové, Městské divadlo Písek, režie V. Krška
- 1940 F. X. Svoboda, B.Viková–Kunětická: Jarní vody (Poupě, Holčička), Prozatímní divadlo, Sefa, Anežka, režie Jan Bor a Vojta Novák
- 1941 V. Dyk: Ondřej a drak, Madlenka, Divadlo na Vinohradech, režie Jan Port, 11 repríz
- 1942 Ch. Winsloe: Děvčata v uniformě, Eldegarda, Divadlo Na Poříčí, režie K. Konstantin j. h., 64 repríz
- 1943 G. E. Lessing: Emilia Galloti, tit. role, režie Jan Port, 40 repríz
- 1943 V. Dyk: Zmoudření Dona Quijota, Neť, Divadlo Na Poříčí, režie Karel Jernek, 28 repríz
- 1944 O. Barényiová: Herečka, Jarmila, Divadlo Na Poříčí, režie František Salzer, 57 repríz
- 1944 F. Grillparzer: Moře a láska, Janthe, Divadlo Na Poříčí, režie František Salzer, 32 repríz

## Osobnosti českého divadla o Zorce Janů
Otomar Korbelář
- Bylo jí tehdy už devatenáct, byla po absolutoriu na konzervatoři a v té době už byla členkou holešovické Uranie, kde sklízela jeden úspěch za druhým. Svým talentem přesvědčovala, zatímco Lída Baarová to vyhrávala především svou fotogeničností...Po válce velmi těžce nesla šikanování, kterému byla vystavena především kvůli své sestře Lídě. Ublížilo jí jistě i to, že po ní chtěli, aby zůstala stále štíhlá, mladistvá, začala brát prášky, dnes bychom řekli, že se z ní stala narkomanka, i když prosím, nesrovnávat s těmi dnešními. Nakonec ztratila nervy a skončila sebevraždou. Velmi se nás to tehdy dotklo. Hrál jsem s ní v divadle Na Poříčí...Měl jsem ji jako kolegyni velmi rád.[18]

Svatopluk Beneš
- Při přijímacích zkouškách na konzervatoř jsme se zájmem sledovali půvaby dívek, které měly krášlit naši školu. Jednou se mezi nimi objevila něžná blondýnka Zorka Babková, sestra Lídy Baarové. Nebyl jsem sám, kdo k ní vysílal výmluvné pohledy. Porozuměla mi. Brzy se mezi námi rozvinulo křehké studentské přátelství.[19]

- Její apatie rostla. Přestala jíst, zvolna se ztrácela před očima. Minulost pro ni nic neznamenala. Nejevila zájem o další existenci. Vždyť nenašla člověka, pro něhož by žila, ani divadlo, kde by se uplatnila. A tak se 27. dubna 1946[20] navždy odvrátila od nelítostného světa. Sled událostí se dovršil. Rodinné drama, které stejně jako v antické tragédii utvářel osud, se uzavřelo.[21]